# 鏡征爾
鏡 征爾（かがみ せいじ、3月18日）は、日本の小説家。東京大学大学院博士課程在籍。

## 経歴・人物
2007年8月、三島征爾名義の投稿作「電子の泡」が第7回ボイルドエッグズ新人賞最終候補に。2008年5月、同名義の「電子の蝶は乱れない」が再び第8回の同賞で最終候補となる。同じ2008年の8月、鏡賢司名義で投稿した「機械仕掛けの泡」が第5回講談社BOX新人賞“流水大賞”で初の《大賞》を受賞。翌2009年5月、東大大学院修士課程在籍中に同作を改題・改稿した『白の断章』で単行本デビュー。同賞受賞は講談社BOXを立ち上げ、西尾維新や舞城王太郎、奈須きのこ等を担当した文芸編集者太田克史の強い推薦によるものであり、また太田が単独で編集を行う『ファウスト』の公募新人賞（講談社BOX新人賞の前身）では第4次まで連続で受賞作無しが続いていたため、9度目にして初の受賞者として注目された。
初の単行本刊行の直前から、講談社発行の文芸雑誌『パンドラ』上で「向日葵とRose-Noir」（ひまわりとロゼノワール）の連載を開始しており、この作品を後に書き下ろしを加えた2冊目の単行本として刊行した。なお同誌に掲載された扉のカラーイラスト、及び受賞作『白の断章』の表紙は、鏡自身によって描かれたものである。
2013年7月にはカプコンのゲームソフト『戦国BASARA』シリーズのノベライズ作品を担当している。
2017年1月よりKADOKAWAの小説投稿サイト「カクヨム」で活動を開始し、「少女ドグマ」は第2回カクヨム小説コンテスト読者投票１位（ジャンル別）となった（執筆期間：2012.06-2012.12）。
2017年からYahoo!や情報メディア（ねとらぼ）上で太宰治の『人間失格』をテーマにした一連の作品を執筆し始め、文字ものとしては異例のデイリーランキング１位になるなど反響を呼ぶ。
映画監督・紀里谷和明のハリウッド進出作『ラスト・ナイツ』（アカデミー賞俳優であるモーガン・フリーマン、クライヴ・オーウェン出演の映画）公開時に行われた会話直後、2015年に執筆された小説が、対談小説として掲載される。
2019年1月には、若い女性を中心に人気のイラストレーター・ふせでぃとのコラボレーションとなる連載小説の開始が発表された。
2019年6月からは、小説と写真によるメディアアートが連載されている。コラボレーション相手には国内のWeb上でも、有数の人気を誇るモデルが起用されている。

## 著作リスト

### 小説
単行本
- 白の断章（講談社BOX、2009年5月、ISBN 978-4-06-283708-8）　-　第5回“流水大賞”大賞受賞作「機械仕掛けの泡」改題。
- 向日葵とRose-Noir（講談社BOX、2009年10月、ISBN 978-4-06-283724-8）
  - 第一話 DAMDARIRAM、第二話 DUDUDIDA（『パンドラ』Vol.3、講談社、2009年4月）
  - 3 VVVVENLO、4 MA#GI#CA（『パンドラ』Vol.4、講談社、2009年8月）
- 戦国BASARA3 毛利元就の章（講談社BOX、2013年7月、ISBN 978-4-06-283850-4）

文庫
- 雪の名前はカレンシリーズ（講談社ラノベ文庫、2020年12月、ISBN 978-4-06-521862-4）

単行本・文庫未収録作品
- 短編作品
  - 「Fiction×Function」（『KOBO』Vol.5、講談社、2009年6月）
  - 「東大ラノベ作家の悲劇 私は“奇跡”をタイプした――それが本当の地獄の始まりだと誰が気付くだろう?」（「ねとらぼ」web上、2017年6月13日配信）
  - 「東大ラノベ作家の悲劇 ティッシュ配りの面接に行ったら全身入れ墨の人がきて、「前科ついても大丈夫だから」→結果：＜前編＞」（「ねとらぼ」web上、2017年7月15日配信）
  - 「東大ラノベ作家の悲劇 ティッシュ配りの面接に行ったら全身入れ墨の人がきて、「前科ついても大丈夫だから」→結果：＜後編＞」（「ねとらぼ」web上、2017年7月23日配信）
  - 「食えなければ飢え死にしなさい」その言葉が紀里谷和明のキャリアに火をつけた　対談小説：鏡征爾（「ねとらぼ」web上、2017年9月26日配信）
  - 「痛みを感じる光だけが君を救う光になる」第一回：初めて誰かを愛して、初めて憎んだ＜前編＞（「ねとらぼ」web上、2019年1月12日配信）
  - 「痛みを感じる光だけが君を救う光になる」第一回：初めて誰かを愛して、初めて憎んだ＜後編＞（「ねとらぼ」web上、2019年1月1日配信）
  - 「美しいだけの国 ――東京レッドライン」：第一回：宝石の結晶から生みだされたアンドロイド Lv. 近衛りこ（「ねとらぼ」web上、2019年6月30日配信）
- 長編作品
  - 「少女ドグマ」（カクヨム、2017年1月24日 - 2月9日 連載）

### エッセイ
どちらもエッセイとして発表されたが、内容的には小説や詩とも取れる作品である。
- 「ロデオボーイの憂鬱」 （『群像』2010年10月号）
- 「ハロー自閉症、Dr.Self Destruct」 （「特集 安倍吉俊―『serial experiments lain』『灰羽連盟』『リューシカ・リューシカ』…仮想現実の天使たち」:『ユリイカ』2010年10月号）
- 「少女詩歌」（特集 上遠野浩平：『ユリイカ』2019年4月号）

### 評論
- 「十四歳。錯乱の夏は地獄の季節 ――幾原邦彦と物語のオーロラ詩論」（『ユリイカ』臨時増刊号、2017年9月）

### ゲーム
- ALTDEUS: Beyond Chronos（2020年） - シナリオ[1]